# Bryum pendulum
Bryum pendulum är en bladmossart som beskrevs av Georg Christian Oeder och Bridel 1803. Bryum pendulum ingår i släktet bryummossor, och familjen Bryaceae. Inga underarter finns listade i Catalogue of Life.